# Tercijarna struktura nukleinskih kiselina
Tercijarna struktura nukleinskih kiselina je precizna trodimenziona struktura, koja je definisana atomskim koordinatama. RNK i DNK molekuli imaju sposobnost obavljanja različitih funkcija, u rasponu od molekulskog prepoznavanja do katalize. Za korektno obavljanje tih funkcija potrebno je da molekul poprimi adekvatnu tridimenzionu tercijarnu strukturu. Dok su te strukture raznovrsne i naizgled kompleksne, one se sastoje od ponavljajućih, jednostavno prepoznatljivih tercijarnih strukturnih motiva koji služe kao molekulski gradivni blokovi. Neki od najčešćih motiva RNK i DNK tercijarne strukture su dvostruki heliks, tripleksi, i kvadrupleksi. Te informacije su bazirane na ograničenom broju rešenih struktura.